# Chthonerpeton viviparum
Chthonerpeton viviparum es una especie de anfibios gimnofiones de la familia Caeciliidae.
Es endémica de Brasil, en concreto del municipio de Joinville, del estado de Santa Catarina.
Sus hábitats naturales incluyen bosques templados, ríos, pantanos, lagos de agua dulce, marismas de agua dulce, corrientes intermitentes de agua dulce, pastos, zonas de irrigación, tierras agrarias inundadas en algunas estaciones, canales y diques.